# CA 15-3
CA 15-3是癌抗原15-3的英語縮寫，一般被認為是乳癌的腫瘤標誌物。CA 15-3從MUC1演化而成。
它存在於許多類型的癌症細胞表面上，亦有在血液中流動，以防止可能的腫瘤轉移。所以常用於婦科檢查裡，以預防乳癌發生。
不過，香港醫學會於2012年9月17日發表記者會，指有個案指有病人患有乳癌，但未能從CA 15-3，從而延誤了醫治，認為不應以 CA15-3 作為有沒有乳癌的指標。

## 參看
- CA-125